# Giancarlo Cadé
Giancarlo Cadé (Zanica, 27 febbraio 1930 – Zanica, 7 ottobre 2013) è stato un calciatore e allenatore di calcio italiano, di ruolo centrocampista.

## Carriera

### Giocatore

#### Club
Centrocampista con buon senso di posizione e tocco di palla, cresce nell'Atalanta con cui debutta in Serie A a 19 anni. Dopo un biennio in neroazzurro passa in prestito al Catania, in Serie B, per ritornare a Bergamo l'anno successivo.
Qui disputa quattro stagioni nel massimo campionato, intervallate da una parentesi in prestito a Cagliari nel campionato cadetto. Dopo essere sceso in serie C con la Reggina, conclude la carriera in Serie B, a causa di un infortunio, con il Mantova, con cui ottiene anche una promozione in Serie B.

#### Nazionale
Il 16 luglio 1952, a Tampere, giocò la sua unica partita con la Nazionale, prendendo parte ad una sfida contro gli Stati Uniti, valida per le eliminatorie della XV Olimpiade e vinta dagli azzurri per 8-0.

### Allenatore
Da allenatore schierava le squadre con la zona-mista, tenendo un regista davanti alla difesa.
Dopo l'infortunio che lo costringe a smettere di giocare, diventa vice di Edmondo Fabbri al Mantova ottenendo la promozione in A. La prima esperienza da allenatore lo vede ottenere, alla guida della Reggiana, una promozione in Serie B, con una sola sconfitta a Lodi contro il Fanfulla; il successo gli vale l'ingaggio da parte del Verona per la stagione successiva. Si trasferisce a Mantova, dove ottiene la promozione in Serie A, mantenuta per altre due stagioni, al termine delle quali ritorna a Verona. Qui porta la squadra al decimo posto nel massimo campionato, meritandosi la chiamata dal Torino, dove resta per altre due stagioni (un settimo ed un ottavo posto in Serie A).
Dopo una breve esperienza a Varese, in cui subentra a Sergio Brighenti ma viene a sua volta sostituito da Pietro Maroso, torna a Verona, dove guida la squadra per altri due anni e mezzo e con lui, il 20 maggio 1973, i gialloblù ottengono la famosa vittoria per 5-3 contro il Milan che costa lo scudetto ai rossoneri e che viene ancora ricordata come la Fatal Verona; purtroppo arrivano anche la retrocessione a tavolino e l'esonero in Serie B.
Passa all'Atalanta e successivamente al Pescara, con cui ottiene un'altra promozione in Serie A.
Gli anni successivi lo vedono seduto sulle panchine di Cesena, Palermo, Verona, Vicenza (vincendo la Coppa Italia di Serie C nel 1982), Bologna (con cui ottiene una promozione in Serie B), Campobasso, Reggiana, Ancona (altra promozione nel campionato cadetto) e Virescit Bergamo.

## Statistiche

### Statistiche da allenatore
In grassetto le competizioni vinte.
| Stagione                 | Squadra                  | Campionato               | Campionato | Campionato | Campionato | Campionato | Coppe nazionali | Coppe nazionali | Coppe nazionali | Coppe nazionali | Coppe nazionali | Coppe continentali | Coppe continentali | Coppe continentali | Coppe continentali | Coppe continentali | Altre coppe | Altre coppe | Altre coppe | Altre coppe | Altre coppe | Totale | Totale | Totale | Totale | % Vittorie |
| Stagione                 | Squadra                  | Comp                     | G          | V          | N          | P          | Comp            | G               | V               | N               | P               | Comp               | G                  | V                  | N                  | P                  | Comp        | G           | V           | N           | P           | G      | V      | N      | P      | %          |
| ------------------------ | ------------------------ | ------------------------ | ---------- | ---------- | ---------- | ---------- | --------------- | --------------- | --------------- | --------------- | --------------- | ------------------ | ------------------ | ------------------ | ------------------ | ------------------ | ----------- | ----------- | ----------- | ----------- | ----------- | ------ | ------ | ------ | ------ | ---------- |
| 1963-1964                | Reggiana                 | C                        | 34         | 22         | 11         | 1          | -               | -               | -               | -               | -               | -                  | -                  | -                  | -                  | -                  | -           | -           | -           | -           | -           | 34     | 22     | 11     | 1      | 64,71      |
| 1964-1965                | Verona                   | B                        | 38         | 10         | 16         | 12         | CI              | 1               | 0               | 0               | 1               | -                  | -                  | -                  | -                  | -                  | -           | -           | -           | -           | -           | 39     | 10     | 16     | 13     | 25,64      |
| 1965-1966                | Mantova                  | B                        | 38         | 14         | 18         | 6          | CI              | 1               | 0               | 0               | 1               | -                  | -                  | -                  | -                  | -                  | -           | -           | -           | -           | -           | 39     | 14     | 18     | 7      | 35,90      |
| 1966-1967                | Mantova                  | A                        | 34         | 6          | 22         | 6          | CI              | 1               | 0               | 0               | 1               | -                  | -                  | -                  | -                  | -                  | -           | -           | -           | -           | -           | 35     | 6      | 22     | 7      | 17,14      |
| 1967-1968                | Mantova                  | A                        | 30         | 3          | 11         | 16         | CI              | 1               | 0               | 0               | 1               | -                  | -                  | -                  | -                  | -                  | -           | -           | -           | -           | -           | 31     | 3      | 11     | 17     | &9,68      |
| Totale Mantova           | Totale Mantova           | Totale Mantova           | 102        | 23         | 51         | 28         |                 | 3               | 0               | 0               | 3               |                    | -                  | -                  | -                  | -                  |             | -           | -           | -           | -           | 105    | 23     | 51     | 31     | 21,90      |
| 1968-1969                | Verona                   | A                        | 30         | 9          | 8          | 13         | CI              | 3               | 2               | 0               | 1               | -                  | -                  | -                  | -                  | -                  | -           | -           | -           | -           | -           | 33     | 11     | 8      | 14     | 33,33      |
| 1969-1970                | Torino                   | A                        | 30         | 11         | 8          | 11         | CI              | 12              | 7               | 2               | 3               | -                  | -                  | -                  | -                  | -                  | -           | -           | -           | -           | -           | 42     | 18     | 10     | 14     | 42,86      |
| 1970-1971                | Torino                   | A                        | 30         | 6          | 14         | 10         | CI              | 9               | 6               | 1               | 2               | CM                 | 2                  | 0                  | 1                  | 1                  | -           | -           | -           | -           | -           | 41     | 12     | 16     | 13     | 29,27      |
| Totale Torino            | Totale Torino            | Totale Torino            | 60         | 17         | 22         | 21         |                 | 21              | 13              | 3               | 5               |                    | 2                  | 0                  | 1                  | 1                  |             | -           | -           | -           | -           | 83     | 30     | 26     | 27     | 36,14      |
| 1972-1973                | Verona                   | A                        | 30         | 5          | 16         | 9          | CI              | 4               | 0               | 4               | 0               | CAI                | 4                  | 1                  | 0                  | 3                  | -           | -           | -           | -           | -           | 38     | 6      | 20     | 12     | 15,79      |
| 1973-1974                | Verona                   | A                        | 30         | 8          | 9          | 13         | CI              | 4               | 1               | 2               | 1               | -                  | -                  | -                  | -                  | -                  | -           | -           | -           | -           | -           | 34     | 9      | 11     | 14     | 26,47      |
| 1974-1975                | Verona                   | B                        | 23         | 12         | 5          | 6          | CI              | 4               | 2               | 1               | 1               | -                  | -                  | -                  | -                  | -                  | -           | -           | -           | -           | -           | 27     | 14     | 6      | 7      | 51,85      |
| 1975-1976                | Atalanta                 | B                        | 35         | 10         | 12         | 13         | CI              | 4               | 0               | 1               | 3               | -                  | -                  | -                  | -                  | -                  | -           | -           | -           | -           | -           | 39     | 10     | 13     | 16     | 25,64      |
| 1976-1977                | Pescara                  | B                        | 38+2       | 17         | 15+2       | 6          | CI              | 4               | 0               | 1               | 3               | -                  | -                  | -                  | -                  | -                  | -           | -           | -           | -           | -           | 44     | 17     | 18     | 9      | 38,64      |
| 1977-1978                | Pescara                  | A                        | 30         | 4          | 9          | 17         | CI              | 6               | 2               | 3               | 1               | -                  | -                  | -                  | -                  | -                  | -           | -           | -           | -           | -           | 36     | 6      | 12     | 18     | 16,67      |
| Totale Pescara           | Totale Pescara           | Totale Pescara           | 70         | 21         | 26         | 23         |                 | 10              | 2               | 4               | 4               |                    | -                  | -                  | -                  | -                  |             | -           | -           | -           | -           | 80     | 23     | 30     | 27     | 28,75      |
| 1978-1979                | Cesena                   | B                        | 38         | 9          | 17         | 12         | CI              | 4               | 1               | 1               | 2               | -                  | -                  | -                  | -                  | -                  | -           | -           | -           | -           | -           | 42     | 10     | 19     | 14     | 23,81      |
| 1979-1980                | Palermo                  | B                        | 38         | 12         | 14         | 12         | CI              | 4               | 1               | 2               | 1               | -                  | -                  | -                  | -                  | -                  | -           | -           | -           | -           | -           | 42     | 13     | 16     | 13     | 30,95      |
| 1980-1981                | Verona                   | B                        | 38         | 6          | 22         | 10         | CI              | 4               | 0               | 1               | 3               | -                  | -                  | -                  | -                  | -                  | -           | -           | -           | -           | -           | 42     | 6      | 23     | 13     | 14,29      |
| Totale Verona            | Totale Verona            | Totale Verona            | 189        | 50         | 76         | 63         |                 | 20              | 5               | 8               | 7               |                    | 4                  | 1                  | 0                  | 3                  |             | -           | -           | -           | -           | 213    | 56     | 84     | 73     | 26,29      |
| 1981-1982                | Lanerossi Vicenza        | C1                       | 34         | 17         | 12         | 5          | CI-C            | 14              | 9               | 5               | 0               | -                  | -                  | -                  | -                  | -                  | -           | -           | -           | -           | -           | 48     | 26     | 17     | 5      | 54,17      |
| 1982-1983                | Lanerossi Vicenza        | C1                       | 7          | 3          | 2          | 2          | CI              | 5               | 1               | 2               | 2               | -                  | -                  | -                  | -                  | -                  | -           | -           | -           | -           | -           | 12     | 4      | 4      | 4      | 33,33      |
| Totale Lanerossi Vicenza | Totale Lanerossi Vicenza | Totale Lanerossi Vicenza | 41         | 20         | 14         | 7          |                 | 19              | 10              | 7               | 2               | -                  | -                  | -                  | -                  | -                  | -           | -           | -           | -           | -           | 60     | 30     | 21     | 9      | 50,00      |
| 1983-1984                | Bologna                  | C1                       | 34         | 17         | 14         | 3          | CI+CI-C         | 5+2             | 1+1             | 3               | 1+1             | -                  | -                  | -                  | -                  | -                  | -           | -           | -           | -           | -           | 41     | 19     | 17     | 5      | 46,34      |
| 1984-1985                | Campobasso               | B                        | 38         | 12         | 12         | 14         | CI              | 7               | 3               | 2               | 2               | -                  | -                  | -                  | -                  | -                  | -           | -           | -           | -           | -           | 45     | 15     | 14     | 16     | 33,33      |
| 1985-1986                | Reggiana                 | C1                       | 29         | 13         | 9          | 7          | CI-C            | 2               | 0               | 1               | 1               | -                  | -                  | -                  | -                  | -                  | -           | -           | -           | -           | -           | 31     | 13     | 10     | 8      | 41,94      |
| Totale Reggiana          | Totale Reggiana          | Totale Reggiana          | 63         | 35         | 20         | 8          |                 | 2               | 0               | 1               | 1               | -                  | -                  | -                  | -                  | -                  | -           | -           | -           | -           | -           | 65     | 35     | 21     | 9      | 53,85      |
| 1986-1987                | Ancona                   | C1                       | 27         | 7          | 12         | 8          | CI-C            | -               | -               | -               | -               | -                  | -                  | -                  | -                  | -                  | -           | -           | -           | -           | -           | 27     | 7      | 12     | 8      | 25,93      |
| 1987-1988                | Ancona                   | C1                       | 34         | 14         | 17         | 3          | CI-C            | 6               | 2               | 2               | 2               | -                  | -                  | -                  | -                  | -                  | -           | -           | -           | -           | -           | 40     | 16     | 19     | 5      | 40,00      |
| 1988-1989                | Ancona                   | B                        | 38         | 6          | 23         | 9          | CI              | 8               | 3               | 3               | 2               | -                  | -                  | -                  | -                  | -                  | -           | -           | -           | -           | -           | 46     | 9      | 26     | 11     | 19,57      |
| Totale Ancona            | Totale Ancona            | Totale Ancona            | 99         | 27         | 52         | 20         |                 | 14              | 5               | 5               | 4               | -                  | -                  | -                  | -                  | -                  | -           | -           | -           | -           | -           | 113    | 32     | 57     | 24     | 28,32      |
| 1989-1990                | Virescit Bergamo         | C2                       | ?          | ?          | ?          | ?          | CI-C            | ?               | ?               | ?               | ?               | -                  | -                  | -                  | -                  | -                  | -           | -           | -           | -           | -           | ?      | ?      | ?      | ?      | ?          |
| 1990-1991                | Ravenna                  | C2                       | 5          | 1          | 2          | 2          | CI-C            | -               | -               | -               | -               | -                  | -                  | -                  | -                  | -                  | -           | -           | -           | -           | -           | 5      | 1      | 2      | 2      | 20,00      |
| Totale carriera          | Totale carriera          | Totale carriera          | 812        | 254        | 332        | 226        |                 | 115             | 42              | 37              | 364             |                    | 6                  | 1                  | 1                  | 4                  |             | -           | -           | -           | -           | 933    | 297    | 370    | 266    | 31,83      |

### Cronologia presenze e reti in nazionale
| Cronologia completa delle presenze e delle reti in nazionale ― Italia | Cronologia completa delle presenze e delle reti in nazionale ― Italia | Cronologia completa delle presenze e delle reti in nazionale ― Italia | Cronologia completa delle presenze e delle reti in nazionale ― Italia | Cronologia completa delle presenze e delle reti in nazionale ― Italia | Cronologia completa delle presenze e delle reti in nazionale ― Italia | Cronologia completa delle presenze e delle reti in nazionale ― Italia | Cronologia completa delle presenze e delle reti in nazionale ― Italia |
| Data                                                                  | Città                                                                 | In casa                                                               | Risultato                                                             | Ospiti                                                                | Competizione                                                          | Reti                                                                  | Note                                                                  |
| --------------------------------------------------------------------- | --------------------------------------------------------------------- | --------------------------------------------------------------------- | --------------------------------------------------------------------- | --------------------------------------------------------------------- | --------------------------------------------------------------------- | --------------------------------------------------------------------- | --------------------------------------------------------------------- |
| 16-7-1952                                                             | Tampere                                                               | Stati Uniti                                                           | 0 – 8                                                                 | Italia                                                                | Olimpiadi 1952                                                        | -                                                                     |                                                                       |
| Totale                                                                |                                                                       | Presenze                                                              | 1                                                                     |                                                                       | Reti                                                                  | 0                                                                     |                                                                       |

## Palmarès

### Giocatore

#### Competizioni nazionali
- Serie C: 1

Mantova: 1958-1959

### Allenatore
- Serie C: 1

Reggiana: 1963-1964 (girone A)
- Serie C1: 1

Ancona: 1987-1988 (girone A)
- Coppa Italia Serie C: 1

Lanerossi Vicenza: 1981-1982